# 黑根多夫

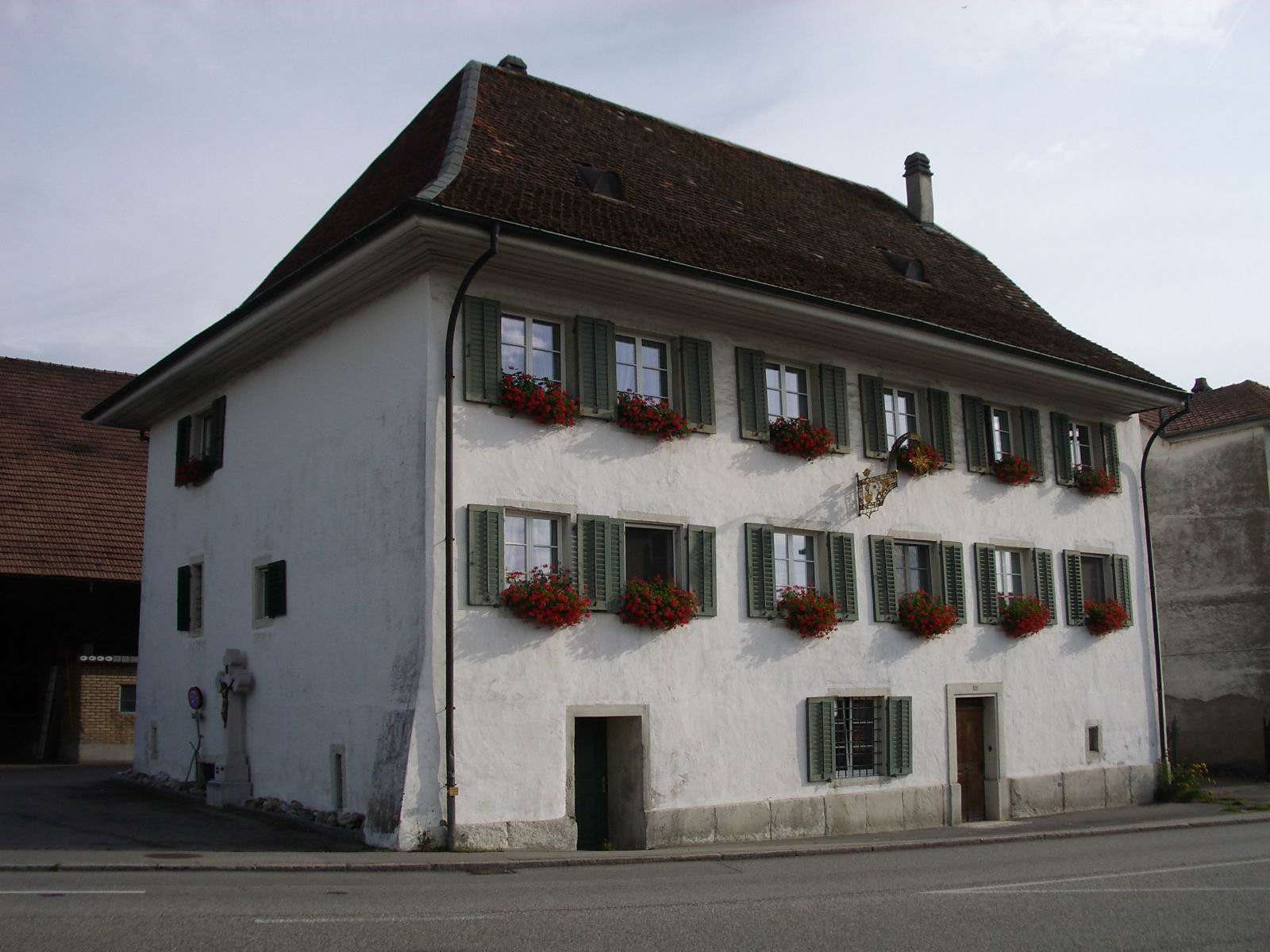

黑根多夫是瑞士的城鎮，位於該國北部，由索洛圖恩州負責管轄，面積13.94平方公里，海拔高度434米，2012年人口4,690，一半人口信奉羅馬天主教，人口密度每平方公里336人。

## 外部連結
- Official website（页面存档备份，存于） （德文）